# Love On a Real Train (Risky Business)
Love On a Real Train (Risky Business) è un singolo pubblicato nel 1984 in Francia dalla band tedesca di musica elettronica, i Tangerine Dream, estratto dalla colonna sonora del film "Risky Business".
La canzone, tema del film, è una struggente ballata, caratterizzata dalla melodia ripetitiva del sequencer a cui poi si aggiungono una moltitudine di sintetizzatori e tastiere.
Guido The Killer Pimp è invece un brano prettamente rock, pieno di arricchimenti percussivi ad opera di una drum machine.

## Tracce
1. Love on a Real Train (Risky Business) (estratto) – 2:15
2. Guido the Killer Pimp' – 4:18

Durata totale: 6:33

## Formazione
- Edgar Froese: sintetizzatori, tastiere, chitarra elettrica.
- Christopher Franke: sintetizzatori, tastiere, drum machine.
- Johannes Schmoelling: sintetizzatori, tastiere.